# Danh sách đĩa nhạc của IST Entertainment
Dưới đây là danh sách các album âm nhạc được thu âm bởi các nghệ sĩ trực thuộc công ty giải trí Hàn Quốc IST Entertainment.

## 2010
| Ngày phát hành | Tựa đề                 | Nghệ sĩ | Định dạng       | Ngôn ngữ  |
| -------------- | ---------------------- | ------- | --------------- | --------- |
| 4 tháng 11     | As Always (언제나)     | Huh Gak | Đĩa đơn nhạc số | Tiếng Hàn |
| 16 tháng 11    | Huh Gak 1st Mini Album | Huh Gak | Mini album      | Tiếng Hàn |

## 2011
| Ngày phát hành | Tựa đề                                           | Nghệ sĩ | Định dạng       | Ngôn ngữ  |
| -------------- | ------------------------------------------------ | ------- | --------------- | --------- |
| 19 tháng 4     | Seven Springs of Apink                           | Apink   | Mini album      | Tiếng Hàn |
| 23 tháng 6     | It Girl                                          | Apink   | Đĩa đơn nhạc số | Tiếng Hàn |
| 16 tháng 9     | LIKE 1st Mini Album "First Story"                | Huh Gak | Mini album      | Tiếng Hàn |
| 7 tháng 11     | I Told You I Wanna Die (죽고 싶단 말 밖에)       | Huh Gak | Đĩa đơn nhạc số | Tiếng Hàn |
| 22 tháng 11    | Snow Pink                                        | Apink   | Mini album      | Tiếng Hàn |
| 9 tháng 12     | Whenever You Play That Song (그 노래를 들때마다) | Huh Gak | Đĩa đơn nhạc số | Tiếng Hàn |

## 2012
| Ngày phát hành | Tựa đề                   | Nghệ sĩ    | Định dạng       | Ngôn ngữ  |
| -------------- | ------------------------ | ---------- | --------------- | --------- |
| 3 tháng 2      | Message (문자)           | Mario      | Đĩa đơn nhạc số | Tiếng Hàn |
| 14 tháng 3     | A Cube For Season #Green | Jung Eunji | Đĩa đơn nhạc số | Tiếng Hàn |
| 3 tháng 4      | Lacrimoso                | Huh Gak    | Mini album      | Tiếng Hàn |
| 19 tháng 4     | April 19th (4월 19일)    | Apink      | Đĩa đơn nhạc số | Tiếng Hàn |
| 9 tháng 5      | Une Annee                | Apink      | Album phòng thu | Tiếng Hàn |
| 6 tháng 7      | Bubibu                   | Apink      | Đĩa đơn nhạc số | Tiếng Hàn |
| 1 tháng 8      | Mayday                   | Mario      | Đĩa đơn nhạc số | Tiếng Hàn |
| 21 tháng 8     | I Need You               | Huh Gak    | Đĩa đơn nhạc số | Tiếng Hàn |
| 14 tháng 9     | It Hurts (아프다)        | Huh Gak    | Đĩa đơn nhạc số | Tiếng Hàn |

## 2013
| Ngày phát hành | Tựa đề                       | Nghệ sĩ                | Định dạng       | Ngôn ngữ  |
| -------------- | ---------------------------- | ---------------------- | --------------- | --------- |
| 3 tháng 1      | A Cube For Season #White     | Jung Eunji, Kim Namjoo | Đĩa đơn nhạc số | Tiếng Hàn |
| 5 tháng 2      | Little Giant                 | Huh Gak                | Album phòng thu | Tiếng Hàn |
| 31 tháng 5     | A Cube For Season #Blue      | Huh Gak, Jung Eunji    | Đĩa đơn nhạc số | Tiếng Hàn |
| 5 tháng 7      | Secret Garden                | Apink                  | Mini album      | Tiếng Hàn |
| 13 tháng 8     | You Are Mine (넌 내꺼라는걸) | Huh Gak                | Đĩa đơn nhạc số | Tiếng Hàn |
| 11 tháng 11    | Reminisce                    | Huh Gak                | Mini album      | Tiếng Hàn |

## 2014
| Ngày phát hành | Tựa đề                                | Nghệ sĩ             | Định dạng       | Ngôn ngữ   |
| -------------- | ------------------------------------- | ------------------- | --------------- | ---------- |
| 13 tháng 1     | Good Morning Baby                     | Apink               | Đĩa đơn nhạc số | Tiếng Hàn  |
| 31 tháng 3     | Pink Blossom                          | Apink               | Mini album      | Tiếng Hàn  |
| 27 tháng 6     | My Darling (마이달링)                 | Apink BnN           | Đĩa đơn nhạc số | Tiếng Hàn  |
| 8 tháng 7      | A Cube For Season #Sky Blue           | Huh Gak, Jung Eunji | Đĩa đơn nhạc số | Tiếng Hàn  |
| 7 tháng 10     | Day N Night                           | Huh Gak             | Đĩa đơn nhạc số | Tiếng Hàn  |
| 22 tháng 10    | NoNoNo                                | Apink               | Đĩa đơn         | Tiếng Nhật |
| 24 tháng 11    | Pink Luv                              | Apink               | Mini album      | Tiếng Hàn  |
| 17 tháng 12    | 2011-2014 Best of Apink (Korean Ver.) | Apink               | Album tuyển tập | Tiếng Hàn  |

## 2015
| Ngày phát hành | Tựa đề                           | Nghệ sĩ    | Định dạng               | Ngôn ngữ   |
| -------------- | -------------------------------- | ---------- | ----------------------- | ---------- |
| 18 tháng 2     | Mr. Chu (On Stage)               | Apink      | Đĩa đơn                 | Tiếng Nhật |
| 17 tháng 3     | Snow Of April (사월의 눈)        | Huh Gak    | Đĩa đơn nhạc số         | Tiếng Hàn  |
| 19 tháng 4     | Promise U (새끼손가락)           | Apink      | Đĩa đơn nhạc số         | Tiếng Hàn  |
| 20 tháng 5     | LUV                              | Apink      | Đĩa đơn                 | Tiếng Nhật |
| 22 tháng 5     | Town Bar (동네술집)              | Huh Gak    | Đĩa đơn nhạc số         | Tiếng Hàn  |
| 2 tháng 6      | A Cube For Season #Blue Season 2 | Kim Namjoo | Đĩa đơn nhạc số         | Tiếng Hàn  |
| 16 tháng 7     | Pink Memory                      | Apink      | Album phòng thu         | Tiếng Hàn  |
| 26 tháng 8     | Pink Season                      | Apink      | Album phòng thu         | Tiếng Nhật |
| 2 tháng 10     | Pink LUV + Blossom               | Apink      | Album tuyển tập nhạc số | Tiếng Hàn  |
| 14 tháng 10    | Up All Night (밤을 새)           | Huh Gak    | Đĩa đơn nhạc số         | Tiếng Hàn  |
| 23 tháng 11    | Story Of Winter (겨울동화)       | Huh Gak    | Mini album              | Tiếng Hàn  |
| 9 tháng 12     | Sunday Monday                    | Apink      | Đĩa đơn                 | Tiếng Nhật |

## 2016
| Ngày phát hành | Tựa đề                     | Nghệ sĩ             | Định dạng       | Ngôn ngữ   |
| -------------- | -------------------------- | ------------------- | --------------- | ---------- |
| 4 tháng 2      | Already Winter (벌써 겨울) | Huh Gak             | Đĩa đơn nhạc số | Tiếng Hàn  |
| 23 tháng 3     | Brand New Days             | Apink               | Đĩa đơn         | Tiếng Nhật |
| 18 tháng 4     | Dream                      | Jung Eunji          | Mini album      | Tiếng Hàn  |
| 19 tháng 4     | The Wave (네가 손짓해주면) | Apink               | Đĩa đơn nhạc số | Tiếng Hàn  |
| 21 tháng 7     | Plan A First Episode       | Huh Gak, Jung Eunji | Đĩa đơn nhạc số | Tiếng Hàn  |
| 3 tháng 8      | Summer Time!               | Apink               | Đĩa đơn         | Tiếng Nhật |
| 1 tháng 9      | Plan A Second Episode      | Huh Gak, VICTON     | Đĩa đơn nhạc số | Tiếng Hàn  |
| 26 tháng 9     | Pink Revolution            | Apink               | Album phòng thu | Tiếng Hàn  |
| 9 tháng 11     | Voice to New World         | VICTON              | Mini album      | Tiếng Hàn  |
| 15 tháng 12    | Dear                       | Apink               | Album phòng thu | Tiếng Hàn  |
| 21 tháng 12    | Pink Doll                  | Apink               | Album phòng thu | Tiếng Nhật |

## 2017
| Ngày phát hành | Tựa đề               | Nghệ sĩ                | Định dạng       | Ngôn ngữ   |
| -------------- | -------------------- | ---------------------- | --------------- | ---------- |
| 31 tháng 1     | Lover Letter (연서)  | Huh Gak                | Mini album      | Tiếng Hàn  |
| 16 tháng 2     | Bandage (반창고)     | Huh Gak                | Đĩa đơn nhạc số | Tiếng Hàn  |
| 2 tháng 3      | Ready                | VICTON                 | Mini album      | Tiếng Hàn  |
| 29 tháng 3     | Bye Bye              | Apink                  | Đĩa đơn         | Tiếng Nhật |
| 10 tháng 4     | The Space (공간)     | Jung Eunji             | Mini album      | Tiếng Hàn  |
| 19 tháng 4     | Always               | Apink                  | Đĩa đơn nhạc số | Tiếng Hàn  |
| 26 tháng 6     | Pink Up              | Apink                  | Mini album      | Tiếng Hàn  |
| 25 tháng 7     | Motto Go! Go!        | Apink                  | Đĩa đơn         | Tiếng Nhật |
| 3 tháng 8      | Plan A Third Episode | Apink, Huh Gak, VICTON | Đĩa đơn nhạc số | Tiếng Hàn  |
| 23 tháng 8     | Identity             | VICTON                 | Mini album      | Tiếng Hàn  |